# Pinnixa chiloensis
Pinnixa chiloensis is een krabbensoort uit de familie van de Pinnotheridae. De wetenschappelijke naam van de soort is voor het eerst geldig gepubliceerd in 1957 door Garth.